# اسلی-زی
اسلی-زی (به انگلیسی: Slay-Z) دومین میکس‌تیپ از رپر آمریکایی آزیلیا بنکس می‌باشد که به‌صورت مستقل و رایگان در ۲۴ مارس سال ۲۰۱۶ منتشر گردید. این پروژه که دارای هشت قطعه می‌باشد شامل همکاری‌هایی با ریک راس و نینا اسکای است و تهیه‌کنندگی آن‌را گروهی از موسیقی‌دانان، از جمله بنگا، کوکی، ان اکسپرسو و کیترانادا، بر عهده داشته‌اند. در ۱۲ ژوئیهٔ سال ۲۰۱۷ این اثر مجدداً از سوی شرکت ضبط موسیقی بنکس به‌نام کیاس اند گلوری رکوردینگز در فروشگاهٔ آی‌تیونز و دیگر فروشگاه‌های آنلاین موسیقی منتشر گردید.

## پس‌زمینه
پس از بروز چندین اختلاف با اینترسکوپ رکوردز، بنکس نخستین آلبوم خود تحت عنوان بی‌پول با سلیقهٔ پرهزینه را در نوامبر سال ۲۰۱۴ از سوی پراسپکت پارک منتشر نمود. این آلبوم بلندمدت با سبک‌های متنوع نقدهای مثبتی از سوی منتقدان موسیقی دریافت کرد، و در رتبهٔ ۳۰ جدول بیلبورد ۲۰۰ ایالات متحده قرار گرفت. در ژوئیهٔ سال ۲۰۱۵ بنکس جدایی خود از شرکت مذکور را اعلام نمود؛ با این حال، در ماهٔ بعد فاش کرد که قراردادش با پراسپکت پارک او را از انتشار موسیقی جدید تا مارس ۲۰۱۶ منع کرده بود.
بنکس در ابتدا اسلی-زی را به‌عنوان ادای احترام به رپر آمریکایی جی-زی درست کرده بود. قطعهٔ «نمی‌تونی مثل من انجامش بدی» در آغاز با هدف همکاری با خوانندهٔ آمریکایی ریانا نوشته شده بود اما در نهایت به‌صورت انفرادی منتشر شد. ورس ریک راس در قطعهٔ «لاف زدن» ابتدا قرار بود برای ریمیکس قطعهٔ «پرنسس یخی» از بنکس استفاده شود، اما به‌خاطر مشکلات مربوط به شرکت ضبط این ورس به‌صورت مجدد برای اسلی-زی به‌کار گرفته شد.
در ۲ مارس سال ۲۰۱۶ بنکس قطعهٔ «به تنها بودن عادت کردم» را برای پخش آنلاین منتشر نمود.

## تاریخچه انتشار
| منطقه | زمان          | فرمت           | ناشر                     | م.     |
| ----- | ------------- | -------------- | ------------------------ | ------ |
| جهانی | ۲۴ مارس ۲۰۱۶  | رسانهٔ جاری     | ناشر–مؤلف                | [ ۱۰ ] |
| جهانی | ۱۲ ژوئیهٔ ۲۰۱۷ | بارگیری موسیقی | کیاس اند گلوری رکوردینگز | [ ۱۱ ] |